# غذاهای کشورهای حاشیه جنوبی خلیج فارس

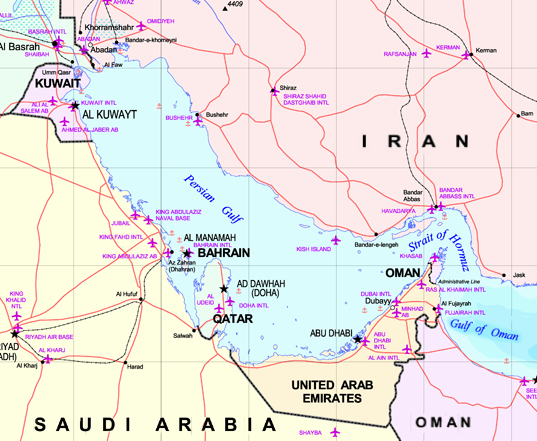
نقشه خلیج فارس و کشورهای اطراف آن.

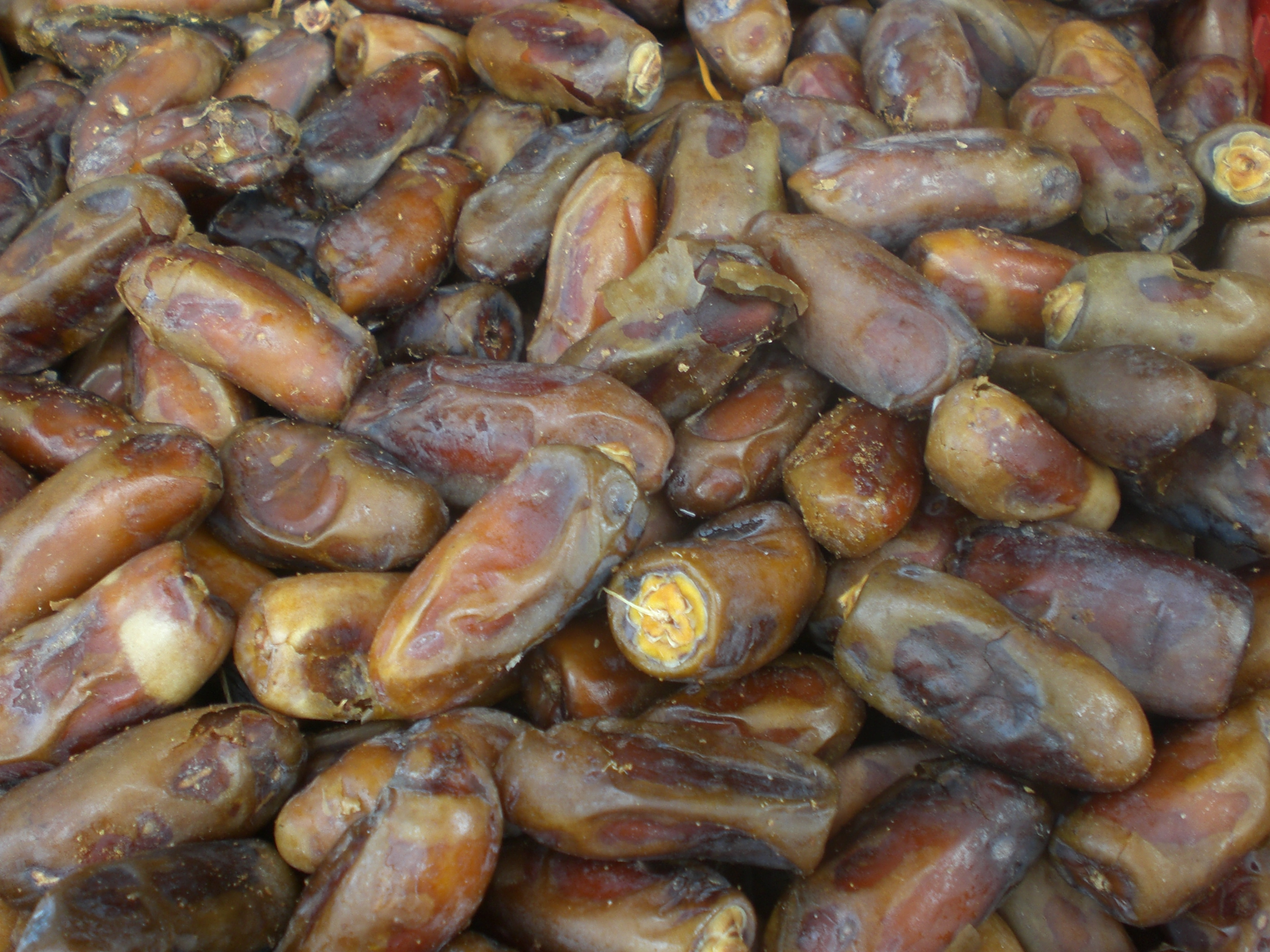

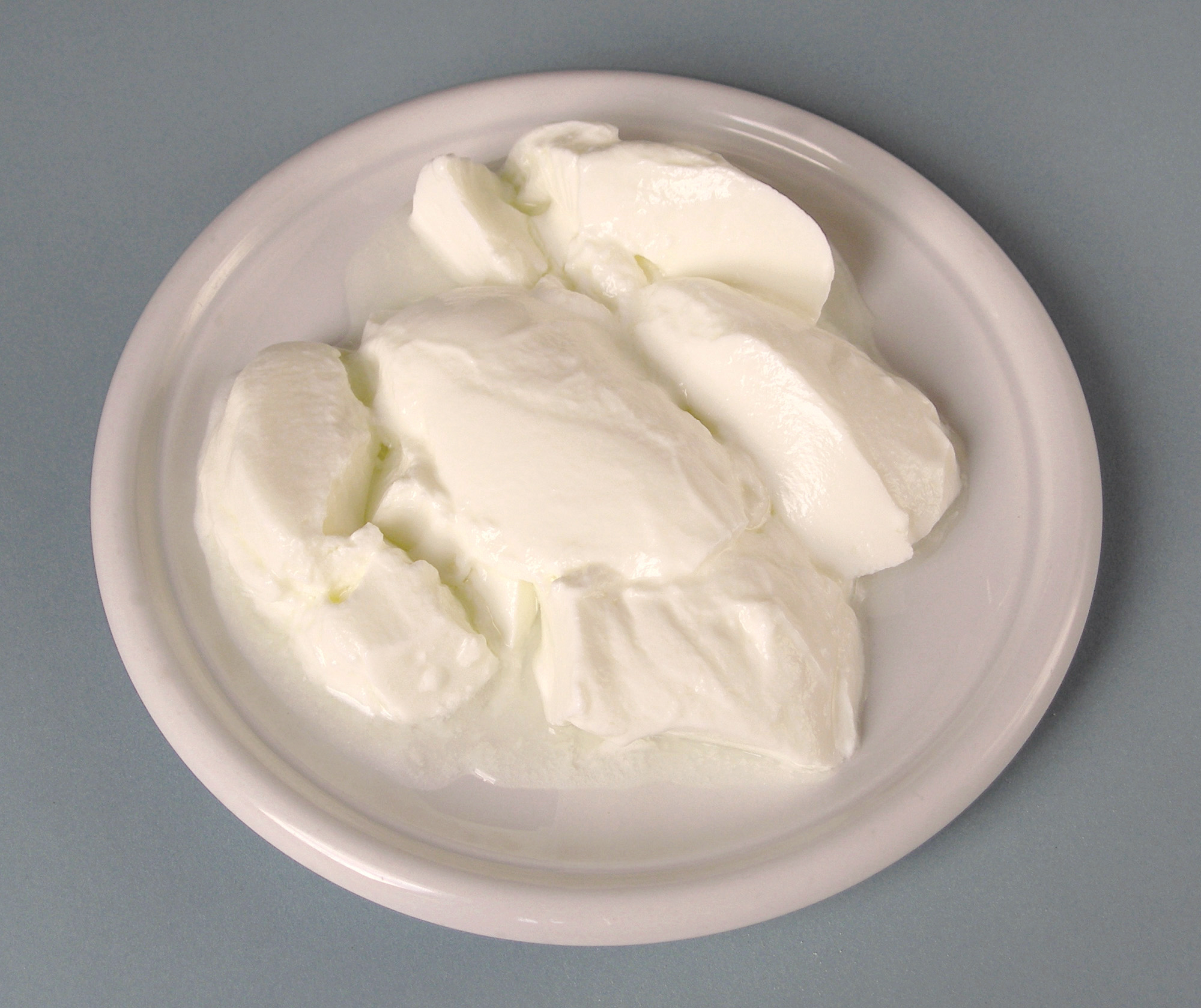
ماست

غذاهای عربی خلیج فارس (عربی: المطبخ العربي من الخليج فارس) شامل غذای‌هایی است که توسط ساکنان منطقه ساحلی شرق شبه جزیره عربستان تهیه می‌شود غذاهای دریایی بخش مهمی از رژیم غذایی مردم ساحل خلیج فارس را تشکیل می‌دهد. این نوع غذاها مورد علاقه مردم این منطقه است و معمولاً ماهی با برنج خورده می‌شود. غذاهای شرق جزیره العرب با غذای حجاز و نجد و دیگر نقاط شبه جزیره متفاوت است. حلیم نیز یکی از غذاهای ملی این منطقة محسوب می‌شود.
در اصل رژیم غذایی اعراب خلیج متشکل از گندم، جو، برنج و گوشت و انواع مختلف خرما است و نیز بر محصولات شیر مانند ماست (ماست بدون چربی) تکیه دارد و با جهانی شدن و برقراری ارتباط با تمدن‌های باستانی مانند رومی‌ها و ایرانی‌ها و بعداً با عثمانی‌ها، ارتباط نزدیکی را با غذاهای چندین فرهنگ دیگر برای آن‌ها به ارمغان آورد و چندین عنصر جدید در رژیم غذایی آن‌ها وارد شد.
در اصل رژیم غذایی آن همانند بسیاری از فرهنگ‌های آسیایی است، منشأ آن به غذاهای ایرانی، هندی و چینی بر می‌گردد. در واقع ساختار این غذاها از تمدن ایرانی - عربی نشأت گرفته که از روش‌های نوین پخت‌وپز در ایران باستان آغاز شد و توسط ایرانیان در سلسله ساسانی بکار گرفته می‌شد. با گسترش امپراتوری عثمانی، ارتباط میان فرهنگ عرب و امپراتوری عثمانی ایجاد شد و غذاهای ترکیه به فرهنگ عربی وارد شد که شامل انواع کباب‌ها بود که این غذاها ابتدا بخشی از غذاهای ایرانی بودند اما ترک‌ها نیز آن‌ها را ترجیح می‌دادند.

## تعدد فرهنگی پس از ظهور اسلام
این تعدد فرهنگی پس از ظهور اسلام و با رشد نفوذ اعراب پس از فتح ایران، بالکان و شمال آفریقا امکان‌پذیر شد و این امکان را برای تاجران کشورهای مختلف فراهم کرد که به این کشورها سفر کنند و ارتباط برقرار کنند و تحت تأثیر غذاهای محلی آن‌ها قرار گیرند. تبادل آداب و رسوم و نیز غذا بین دوطرف برقرار شد، و اعراب نیز ترجیح دادند که مواد غذایی خود را مانند خرما و انجیر به مناطق که فتح می‌کردند یا به آن سفر می‌کردند صادر کنند، از جمله امپراتوری ایران و مردم ترکیه که در بالکان بودند را شامل می‌شد. تبادل کالاها و شیوه زندگی این کشورها جدیدترین رژیم غذایی عربی را تشکیل دارد که تا کنون ادامه دارد.
جالب است که اعراب در فتوحات خود به آفریقا این مواد غذایی تازه به دست آمده را به آنجا منتقل کردند. به ویژه در شمال آفریقا، غرب آفریقا و جنوب اسپانیا. در واقع برخی دسرهای اسپانیایی مانند کیک‌های عجیب و غریب و کاستارد و کارامل و چیزهای دیگر را به آنجا منتقل کردند بنحوی که مراکشی‌ها به‌طور قابل توجهی تحت تأثیر آن قرار گرفتند. اعراب بومی شبه جزیره عربستان، با گسترش به سمت غرب و به سمت مصر و مراکش، غذاهای چینی و هندی و عربی و ایرانی را در آنجا رواج دادند و در نهایت رژیم غذائی مردم شمال آفریقا از این غذاها تشکیل شد.

## عناصر تشکیل دهنده
علاوه بر غذاهای عربی، ادویه‌جات ترشی‌جات تا سس تند و تا انواع فلفل‌ها ونیز نوشیدن چای است. این رژیم غذائی نیز سبزیجاتی مانند خیار، بادمجان، پیاز و میوه‌جات (مرکبات در وهله اول) را مورد توجه قرار می‌دهد. لازم است ذکر شود که بسیاری از ادویه‌جات استفاده شده در غذاهای شرق سعودی همان ادویه‌جات مورد استفاده در غذاهای هندی است؛ که در نتیجه تجارت تنگاتنگی که بین دو منطقه بوده به وجود آمده‌است، وضعیت فعلی کشورهای ثروتمند نفتی بدین صورت است که بسیاری از کارگران جنوب آسیا در این کشورها زندگی می‌کنند.

## فرهنگ
پخت‌وپز در شرق شبه جزیره عربستان یک مفهوم مهمان نوازی است. در شام و جشن‌های رسمی مقادیر زیادی از غذا در دسترس است و در هر مناسبتی به مقدار زیادی قهوه توزیع می‌شود.
براساس هر منطقه رژیم غذایی آن با دیگر مناطق متفاوت است. به عنوان مثال، «مجمره» (غذائی‌که از عدس و برنج و ماش تهیه می‌شود و در آن دانه‌های عدس و ماش بر روی غذا آشکارند) در سوریه یا لبنان متفاوت از اردن و فلسطین پخته می‌شود. برخی از غذاها مانند منسف که غذای ملی اردن است، در آن معمولاً تکه‌های گوشت بره پخته در سس کشک و برنج و نان بکار می‌رود و در سینی بزرگ سرو می‌شود، و این نوع غذا تنها در کشور اصلی آن مورد توجه است.
برخلاف بسیاری از غذاهای غربی، دارچین در غذاهای گوشتی و همچنین در انواع دسر مانند باقلوا استفاده می‌شود. شیرینی‌های دیگر شامل برنج با شیر و خمیر سرخ شده تهیه می‌شود. گردو به صورت رایج در مواد اولیه پرکننده داخل شیرین‌جات استفاده می‌شود. زعفران در همه چیز از انواع دسر تا برنج استفاده می‌شود و و انواع آب میوه‌ها در این منطقه بسیار محبوب هستند.

## تأثیرپذیری
علاوه بر غذاهای عربی، غذاهای دیگری نیز در آن مؤثر بودند که به دلیل تجارت دریایی که عمدتاً با خاور دور بوده یا در نتیجه ارتباط قدیمی ایجاد شده‌است تأثیر پذیرفته‌است.